# Scaphyglottis imbricata
Scaphyglottis imbricata é uma espécie de orquídea epífita, família Orchidaceae, que habita do México ao Suriname e ao Peru.